# Heterotrephes
Heterotrephes is een geslacht van wantsen uit de familie van de Helotrephidae. Het geslacht werd voor het eerst wetenschappelijk beschreven door Esaki & Miyamoto in 1959.

## Soorten
Het genus is monotypisch en bevat alleen de volgende soort:

- Heterotrephes admorsus Esaki & Miyamoto, 1959